# Anđela Mužinić
Anđela Mužinić (Split, 1 de noviembre de 1992) es una deportista croata que compite en tenis de mesa adaptado. Ganó tres medallas en los Juegos Paralímpicos de Verano entre los años 2016 y 2024.

## Palmarés internacional
| Juegos Paralímpicos | Juegos Paralímpicos     | Juegos Paralímpicos | Juegos Paralímpicos |
| Año                 | Lugar                   | Medalla             | Prueba              |
| ------------------- | ----------------------- | ------------------- | ------------------- |
| 2016                | Río de Janeiro (Brasil) | Medalla de plata    | Equipo 1-3          |
| 2020                | Tokio (Japón)           | Medalla de bronce   | Equipo 1-3          |
| 2024                | París (Francia)         | Medalla de oro      | Individual WS3      |